# Loma de Ucieza
Loma de Ucieza é um município da Espanha na província de Palência, comunidade autónoma de Castela e Leão, de área 71,48 km² com população de 278 habitantes (2007) e densidade populacional de 4,17 hab/km².

## Demografia
| Variação demográfica do município entre 1991 e 2004 | Variação demográfica do município entre 1991 e 2004 | Variação demográfica do município entre 1991 e 2004 | Variação demográfica do município entre 1991 e 2004 |
| --------------------------------------------------- | --------------------------------------------------- | --------------------------------------------------- | --------------------------------------------------- |
| 1991                                                | 1996                                                | 2001                                                | 2004                                                |
| 380                                                 | 364                                                 | 308                                                 | 298                                                 |